# Estel exòtic
Un estel exòtic o estrella exòtica és un estel compacte compost per alguna cosa diferent a electrons, protons i neutrons, on el col·lapse gravitatori està compensat per la pressió de degeneració. Aquest terme inclou els estels estranys, compostos per matèria estranya, i els estels preons, compostos de preons.
Els estels exòtics són en gran manera teòrics, però observacions dutes a terme amb l'observatori de raigs X Chandra el 2002 han detectat dos candidats a estels estranys, anomenats RX J1856.5-3754 i 3C58, inicialment considerats estels de neutrons. D'acord amb les lleis conegudes de la física, el primer és molt més petit i el segon molt més fred del que haurien de ser, cosa que suggereix que poden estar compostos per un material més dens. No obstant això, aquestes observacions han estat posades en dubte per diversos investigadors que no les consideren concloents.

## Estels de quarks o estels estranys
Un estel de quarks seria un estel hipotètic on s'haurà aplicat una pressió gravitatòria suficient com per produir una descomposició dels neutrons en els seus quarks u i d. En aquest supòsit, l'estel, s'encongiria i esdevindria més dens, però podria sobreviure en aquest estat indefinidament si no s'afegeix massa extra. Es convertiria en un nucleó molt gran. Aquests estels hipotètics s'anomenen estels de quarks i si l'estel conté matèria estranya, llavors s'anomenen estels estranys. Els púlsars RX J1856.5-3754 i 3C58 podrien ser possibles estels de quarks.

## Estel electrofeble
Un estel electrofeble és un tipus teòric d'estel, en què el col·lapse gravitatori s'evita mitjançant la pressió de radiació resultant de la combustió electrofeble, és a dir, l'energia alliberada per la conversió dels quarks en leptons mitjançant la força electrofeble. Aquest procés succeeix en un volum d'aproximadament la mida d'una poma amb una massa d'aproximadament dues terres en el nucli de l'estel.
Es pensa que un estel podria produir un estel electrofeble després d'un col·lapse de supernova. Els estels electrofebles són més densos que els estels de quarks, i poden formar-se quan la pressió de degeneració ja no pot contenir l'atracció gravitatòria, però podria encara estar contingut per la pressió de radiació de combustió electrofeble. Aquesta fase de la vida de l'estel podria allargar-se fins als 10 milions d'anys.

## Estel de preons
Un estel de preons és un tipus d'estel compacte hipotètic fet de preons, un grup hipotètic de partícules subatòmiques. Els estels de preons es pensa que tenen una altíssima densitat, superior als 1023 quilograms per metre cúbic —intermèdia entre l'estel de quark i el forat negre. Podrien tenir densitats més grans que els estels de quarks i els estels de neutrons, encara que són més petits i lleugers que els nans blancs. Els estels de preons es podrien originar en explosions de supernova o en el big-bang. Aquests objectes es podrien detectar en principi a través de lents gravitatòries de raigs gamma. Els estels de preons són candidats potencials a matèria fosca. Això no obstant, les observacions actuals en acceleradors de partícules van contra l'existència dels preons.
En la relativitat general, si un estel es col·lapsa fins a una mida més petita que el seu radi de Schwarzschild, un horitzó d'esdeveniments apareixerà en aquest radi i l'estel es convertirà en un forat negre. Per a un objecte de massa solar, el radi de Schwarzchild és de 3 km; per tant, per a ser congruent amb la relativitat general, qualsevol estel de preons de massa solar hauria de tenir un radi més gran. Un estel de preons que tingui la mateixa massa que la Terra tindria la mida d'una pilota de tennis.